# レ・バルドー
レ・バルドー (Le Bardo) 、バルドー (Bārdaw, Bardaw, Bardois) は、チュニスの西にあるチュニジアの都市。2004年時点での人口は73,953人。
15世紀にハフス朝によって建設され、名称のバルドー (Bardo) は、庭園を意味するスペイン語「pardo」から来ている。バルドーには、18世紀にチュニス宮廷が存在した。チュニジア王国ベグの到着により、バルドーは政治、文化、宗教の中心地となった。この古代のベグの宮廷は、実際にチュニジア議会の本部であり、1882年にここで国立博物館がオープンした。
近くのKsar Saïd宮殿で署名され、1881年にチュニジアをフランスの保護国としたバルドー条約の名もこの都市に因んでいる。